# Бертт, Брайан Лоренс
Бра́йан Ло́ренс Бертт, также известный как Билл Бертт (англ. Brian Laurence Burtt или англ. Bill Burtt, 27 августа 1913 — 30 мая 2008) — британский ботаник, один из выдающихся ботаников XX века.

## Биография
Брайан Лоренс Бертт родился в графстве Суррей 27 августа 1913 года.
Он был в значительной степени ответственен за становление Королевского ботанического сада Эдинбурга как известного научно-исследовательского центра, а также как места таксономического обучения и садоводства.
Бертт внёс значительный вклад в ботанику, описав множество видов растений.
Брайан Лоренс Бертт умер 30 мая 2008 года в возрасте 94 лет.

## Научная деятельность
Брайан Лоренс Бертт специализировался на окаменелостях и на семенных растениях.

## Публикации
- Streptocarpus: an African Plant Study (1971).
- The Botany of the Southern Natal Drakensberg (1987).
- Dierama: The Hairbells of Africa (1991).